# 吉野耕平
吉野 耕平（よしの こうへい、1979年（昭和54年） - ）は、日本の映画監督、脚本家、CMディレクター、CGアーティスト。

## 略歴
大阪府生まれ。大阪大学大学院理学研究科生物科学専攻修了。
CMプランナー・コピーライターとして活動後、2011年（平成23年）にディレクターとして独立し、2018年に映像制作チームSUSPENDERSを設立。CM、ミュージック・ビデオ（MV）、バーチャル・リアリティ（VR）、実写映画を手掛け、人間ドラマからアニメーションまで制作、演出。2012年及び2019年に「日本の映像作家100人」に選出された。
2016年、映画『君の名は。』にCGアーティストとして参加した他、オリジナル脚本「サムライボウル」で国内最大の映画脚本コンペティション・城戸賞の同年最高位を受賞した。2020年、脚本・監督・VFXを担当した長編『水曜日が消えた』が劇場公開。2022年には、2作目の長編映画『ハケンアニメ！』が公開。日本アカデミー賞、日刊スポーツ映画大賞、TAMA映画賞、ヨコハマ映画賞等、各賞を受賞。2023年、長編映画『沈黙の艦隊』が劇場公開。2024年、配信ドラマ『沈黙の艦隊 シーズン1 〜東京湾大海戦〜』がAmazon prime Videoで配信開始。
2014年「Ake-Vono」MVで日本グラフィックデザイナー協会賞（JAGDA賞）受賞など、演出・脚本からデザイン・アニメーションまで幅広く活動している。

## 作品

### 長編映画
- 君の名は。（2016年）‐　回想パートCG/空間デザイン
- 水曜日が消えた（2020年）‐　監督・脚本・VFX
- ハケンアニメ！（2022年）-　監督
- 沈黙の艦隊（2023年）-　監督

### ドラマ
- 沈黙の艦隊（2024年）-　1話、2話、7話、8話監督

### 短編映画
- 夜の話（2000年）‐　監督・脚本
- 水路の兄弟（2002年）‐　監督・脚本・撮影・編集
- くみかえの日（2004年）‐　監督・脚本・撮影・編集・CG
- エンドローラーズ（2015年）‐　監督・脚本
- スクラップスクラッパー（2016年）‐　オムニバス映画エピソード「FAMILY」監督・脚本
- 日曜大工のすすめ（2011年）‐　監督・脚本・編集

### ミュージック・ビデオ（MV）
- 槇原敬之「Sakura Melody」
- QUBIT「コンタクト」（NHKみんなのうた）
- Flumpool「解放区」
- Flumpool「FREE YOUR MIND」
- 関ジャニ∞ 「涙の答え」
- 関ジャニ∞ 「アダムとイブ」
- moumoon 「エメラルドの丘」
- paco  「September」
- NETWORKS「SIZQ」
- NETWORKS「Ake‐Vono」
- NETWORKS「Ab-rah」
- 忘れらんねえよ「CからはじまるABC」
- 須田景凪「Alba」
- Serph「Tasogare Smoothie」

### CM
- 須磨シーワールド（2024年）
- knot CM（2022年）
- AOKI フレッシャーズ TVCM（2021年）
- 17LIVE TVCM（2020年）
- スペースシャワーTV　Station-id「SCHOOLYARD」（2018年）
- ユニクロ　「MICKEY STANDS Collection」（2017年）
- 伊藤忠都市開発　CREVIA（2015年）

## 受賞歴
- 第46回日本アカデミー賞　優秀作品賞　優秀監督賞 （含む10部門）（2022）（『ハケンアニメ！』）[2]
- 第35回日刊スポーツ映画大賞 作品賞（2022）（『ハケンアニメ！』）[3]
- 第14回TAMA映画賞最優秀作品賞（2022）（『ハケンアニメ！』）
- 第47回城戸賞（2016）（『サムライボウル』）
- ぴあフィルムフェスティバルアワード審査員特別賞（2000年）（『夜の話』）[4]
- ぴあフィルムフェスティバルアワード入賞（2002年）（『水路の兄弟』）
- ぴあフィルムフェスティバルアワード入賞（2004年）（『くみかえの日』）
- EPICA GRAND PRIX(SILVER) (2017)
- VRクリエイティブアワード(2017)
- JAPAN CUTS (2016)（米）
- Busan International Short FilmFestival(2016)（韓）
- San sebastian Horror & Fantasy Film Festival(2015)（ポルトガル）
- JAGDA（日本グラフィックデザイナー協会）賞：映像部門（2014/2020）
- 札幌国際短編映画祭(2013)
- 消費者のためになった広告コンクール(2012)
- 釜山国際映画祭(2011)クレルモンフェラン国際短編映画祭(2011)（仏）
- 第14回文化庁メディア芸術祭エンターテインメント部門審査員会推薦作品（2010）[5]
- 日本の映像作家100人(2012/2019)
- 文化庁メディアクリエイター育成事業参加(2015)